# Газимур
Газимур (рос. Газимур) — річка в Забайкальському краї Росії, ліва притока Аргуні.
Довжина — 592 км. Бере початок на північному заході Нерчинського хребта. Тече переважно між Борщовочним і Газимурським хребтами. Загальний напрямок — з південного заходу на північний схід. Береги обривисті, порослі чагарником.
Газимур неглибокий, дно кам'янисте, вода прозора. Розкривається на початку травня, замерзає на початку листопада. Навесні річка значно розливається, влітку міліє, від чого утворюється безліч бродів; взимку ж, внаслідок невеликої глибини, промерзає місцями до дна, так що течія річки зупиняється.

## Історія
На початку 1720-х років в басейні Газимура були розвідані рудні родовища срібла. У 1724—1726 роках почалося заселення краю .
На початку XX століття, згідно ЕСБЄ, «по Газимуру немає ні сплаву, ні судноплавства, але води Газимура сприяють руху робіт на плавильних заводах, що обробляють руди, якими так багаті узбережжя цієї річки. Долини Газимура заселені хліборобами-козаками, між якими зустрічаються зобаті. Найкращі прибережні станиці: Красноярська, Усть-Аленуйська, Сівачинська, Батаканська і Дакталгінська».

## Топографічні карти
- Аркуш карти M-50-X Александровский Завод. Масштаб: 1 : 200 000. (рос.) Зазначити дату випуску/стану місцевості.
- Аркуш карти M-50-XI Калга. Масштаб: 1 : 200 000. (рос.) Зазначити дату випуску/стану місцевості.